# Frank Tashlin
Frank Tashlin   (Weehawken, 19 de febrer de 1913 - Hollywood, 5 de maig de 1972) va ser un animador, escriptor, guionista i director de cinema estatunidenc.

## Animador
Tashlin va anar de treball en treball en abandonar la seva escola a Nova Jersey a l'edat de 13 anys. El 1930, va començar a treballar per a Paul Terry com a caricaturista en la sèrie animada Aesop's Film Fables, després va treballar breument per a Amadee J. Van Beuren. Tashlin es va unir a l'estudi de Leon Schlesinger en Warner Bros. com a animador el 1932, on va ser definit com un animador ràpid. Utilitzava el seu temps lliure per treballar en la seua pròpia tira còmica, creada el 1934 i anomenada Van Boring, inspirada pel seu cap Van Beuren. Firmava amb el pseudònim "Tish Tash" i la tira va durar uns 3 anys. Tashlin va ser acomiadat quan no va voler lliurar-li part dels guanys de la seua tira còmica a Schlesinger. Aleshores entraria a treballar a l'estudi d'Ub Iwerks el 1934. Després va treballar en l'estudi d'Hal Roach el 1935 com a guionista. Va tornar a treballar per a Schlesinger el 1936 com a director.
El 1938, va treballar per a Disney en el departament de guions. En deixar-ho, va treballar com a productor en l'estudi d'animació de Columbia Pictures, Screen Gems, el 1941. Tashlin va tornar amb els directors de Warner a "Termite Terrace" l'any 1943. Va seguir en l'estudi durant la Segona Guerra Mundial i va treballar en diversos curtmetratges bèl·lics, incloent els dibuixos animats educacionals Private Snafu.

## Director
Tashlin va deixar l'àrea de l'animació el 1944 (encara que va tornar breument a MGM durant els anys 60 per produir l'adaptació a la pantalla gran del llibre que ell mateix havia escrit, The Bear That Wasn't, en un curtmetratge dirigit per Chuck Jones) per convertir-se en un escriptor de gags per als Germans Marx i Lucille Ball (entre d'altres) i també com a guionista. (El seu lloc a Termite Terrace va ser ocupat per Robert McKimson). Les seves pel·lícules amb actors reals conserven elements de l'animació; Tashlin utilitzava bromes absurdes i girs de trama inesperats. Va escriure pel·lícules per a Bob Hope i Red Skelton.
Començant amb la pel·lícula de 1956 The Girl Can't Help It, amb la seua sàtira cap al rock and roll, Tashlin aconsegueix un èxit amb la pel·lícula del duo Dean Martin i Jerry Lewis Hollywood o res el 1956, Will Success Spoil Rock Hunter?? en 1957, i quatre pel·lícules de Jerry Lewis (Rock-a-bye Baby, The Geisha Boy, El ventafocs i It's Only Money), la primera amb l'actriu Marie McDonald. Molts d'aquests treballs han estat denominats com a "pel·lícules de culte".
En els anys 1960, les pel·lícules de Tashlin van perdre l'espurna i la seua carrera va començar a decaure, al costat de la de les persones que van treballar amb ell. El 1965 va dirigir The Alphabet Murders i el 1966 The Glass Bottom Boat. La seva última pel·lícula va ser Cervesa per a tots (The Private Navy of Sgt. O'Farrell) protagonitzada per Bob Hope i Phyllis Diller el 1968. La seua pel·lícula Will Success Spoil Rock Hunter? va ser ubicada en el National Film Registry el 2000.

## Autor
Tashlin va escriure i il·lustrar tres llibres: The Bear That Wasn't (1946), The Possum That Didn't (1950), i The World That Isn't (1951). Són considerats llibres infantils, malgrat que contenen elements satírics que sols adults podrien entendre completament. (The Bear That Wasn't va ser adaptat en forma de curtmetratge d'animació per Chuck Jones en 1967, quan treballava a MGM.) També va escriure i autopublicar un llibret titulat How to Create Cartoons (-que cal traduir com- "Com crear còmics", ja que no parlava d'animació) en 1952.